# 블로그칵테일
블로그칵테일은 2004년 모든 블로거들의 중심지 라는 슬로건으로 시작된 올블로그를 시작으로, 2005년 제7회 정보통신부 벤처창업경진대회에서 대상을 수상하며, 2006년 1월 24일에 설립된 벤처 기업이다.
블로그칵테일은 '블로그를 위한 가장 유용한 서비스들을 만들어보자'라는 취지로 설립된 대한민국의 인터넷 기업으로, 대한민국 블로그 메타 사이트인 올블로그를 운영하고 있다.
올블로그 기반의 서비스로서, 커뮤니티 형태의 블로그카페, 올블로그 검색결과에 대해 해당 부분에 전문적인 사용자들이 직접 참여하는 키워드 챔피언 등의 서비스들도 선보였다.
2009년에는 위드블로그라는 서비스를 통해서 블로그마케팅 사업으로 영역을 확대해 나가고 있다.
2012년 7월, 블로그칵테일은 리뷰 기반 쇼핑몰이자 전자상거래 서비스 엑스피를 개발한 엑스피가 합병하여 비씨엔엑스라는 회사가 되었다.